# Фёлькерсхаузен
Фёлькерсхаузен (нем. Völkershausen) — община в Германии, в земле Тюрингия. 
Входит в состав района Вартбург. Подчиняется управлению Фаха. Население составляет 1206 человек (на  25 июля 2024 года ). Занимает площадь 14,19 км².

## Происшествия
13 марта 1989 года в Германской Демократической Республике произошло обрушение подземных пустот под городом Фёлькерсхаузен (Тюрингия). Перемещение подземных пластов на глубине 750-900 м вызвало землетрясение магнитудой 5,6. Были уничтожены около 300 из 360 домов, включая старинный замок и церковь. Пострадали шесть человек. Причиной ЧП стали ошибки при проектировании калийного рудника
.